# Léobard
Léobard är en kommun i departementet Lot i regionen Occitanien i södra Frankrike. Kommunen ligger i kantonen Salviac som tillhör arrondissementet Gourdon. År 2022 hade Léobard 224 invånare.

## Befolkningsutveckling
Antalet invånare i kommunen Léobard
| Referens: INSEE |